# Bailgudda, Lingsugur
Bailgudda là một làng thuộc tehsil Lingsugur, huyện Raichur, bang Karnataka, Ấn Độ.